# Ryukyu Asahi Broadcasting
Ryukyu Asahi Broadcasting (琉球朝日放送株式会社 Ryukyu Asahi Hōsō Kabushiki-Gaisha?), nota anche con l'acronimo QAB (derivante da RyuQ(kyu) Asahi Broadcasting), è una rete televisiva generalista giapponese affiliata con l'All-Nippon News Network, le cui sedi sono situate nella Prefettura di Okinawa.
Ha una relazione con la Ryukyu Broadcasting, un'affiliata del Japan News Network, i cui uffici sono collocati all'interno del RBC-QAB Media Center Building (RBC・QABメディアセンタービル?) a Naha.